# Paul Frielinghaus
Paul Erich Frielinghaus (Darmstadt, 14 dicembre 1959) è un attore televisivo tedesco.

## Biografia
Figlio di un veterinario, dal 1980 al 1985 ha studiato recitazione presso l'Accademia di Hannover. Ha poi suonato al Teatro Comunale di Würzberg e si è trasferito a Berlino nel 1988, dove in seguito si esibì. Residente a Berlino, sposato e con una figlia, ha raggiunto la notorietà nel 2000, interpretando da protagonista il ruolo dell'avvocato Markus Lessing nella serie televisiva tedesca Un caso per due. Ha inoltre recitato in tre episodi di un'altra celebre serie TV, Squadra Speciale Cobra 11.